# Turbatrix aceti
El Gusano del vinagre (Turbatrix aceti), o Nemátodo del vinagre es un nemátodo independiente que se alimenta de cultivos microbiológicos, denominado madre del vinagre utilizados para obtener vinagre, y que se pueden encontrar en vinagre que no ha sido filtrado. A menudo los gusanos del vinagre se utilizan para alimentar peces juveniles como alimento vivo. 
Si bien son inofensivos y no parasitarios, los gusanos vivos no son considerados aceptables en Estados Unidos en el vinagre destinado a los consumidores. Los fabricantes de vinagre por lo general filtran y pasteurizan su producto antes de embotellarlo, destruyendo los cultivos de bacterias y levaduras que estos nemátodos requieren para subsistir. Por lo general miden unos 2 mm de largo y se alimentan de las bacterias de las manzanas.